# Elektronenbeugung

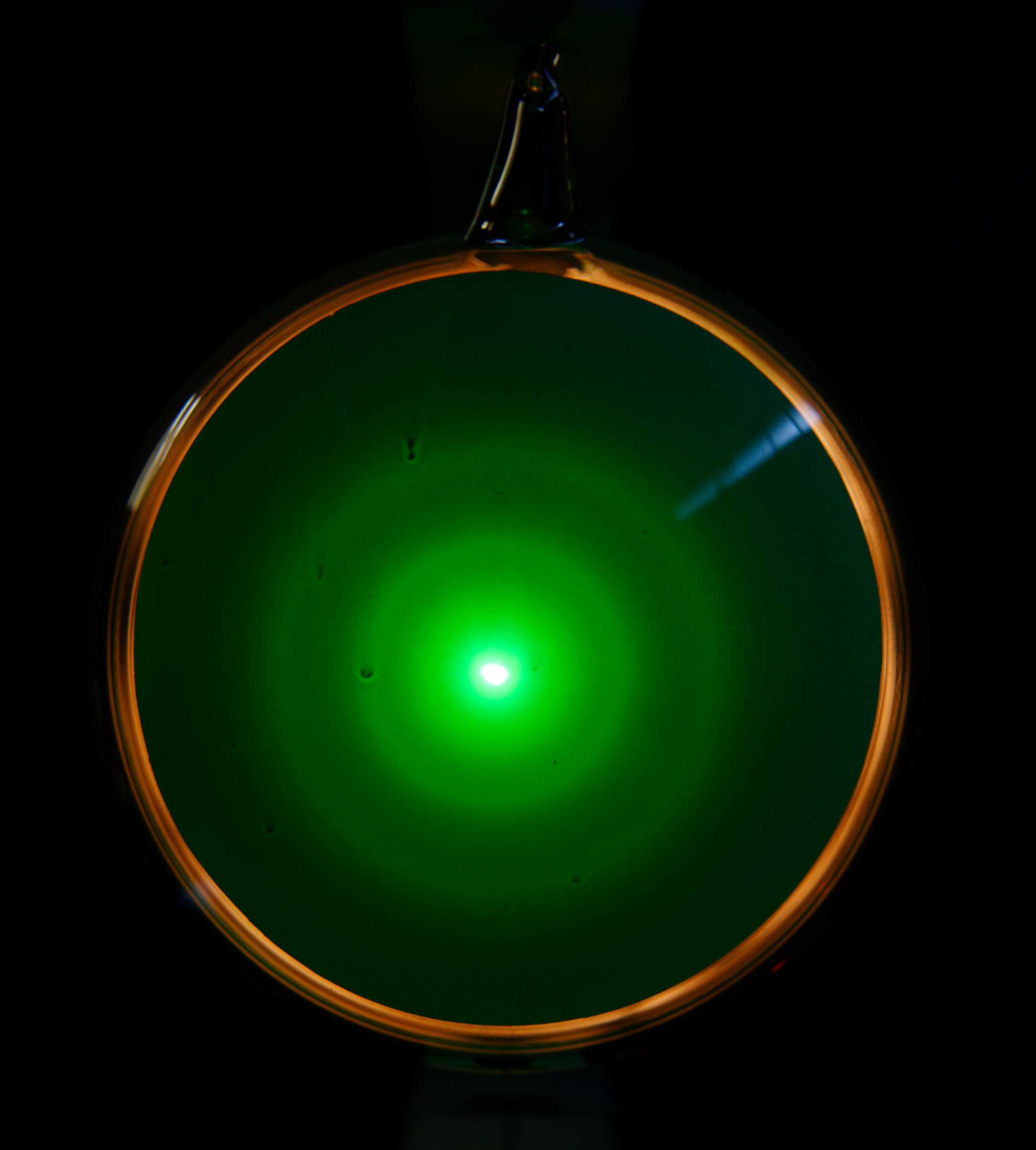
Kreisförmiges Beugungsbild

Elektronenbeugung ist die Beeinflussung der Ausbreitung von Elektronen durch elastische Streuung an einem Streuobjekt, z. B. an einem oder mehreren Atomen. Über den Welle-Teilchen-Dualismus sind den Elektronen Materiewellen zugeordnet, die dabei Interferenzerscheinungen wie z. B. periodische Maxima der Intensität hervorrufen.
Der erste Nachweis solcher Interferenzmuster gelang 1927 Clinton Davisson und Lester Germer als Zufallsfund bei Experimenten zur Reflexion von Elektronen an einem Nickelkristall (Davisson-Germer-Experiment) sowie unabhängig davon George Paget Thomson. Davisson und Thomson erhielten für diese Entdeckungen 1937 den Nobelpreis für Physik.

## Funktionsweise
Die Elektronenbeugung funktioniert damit ähnlich wie die Röntgenbeugung. Durch Beugung des Elektronenstrahles an den einzelnen Streuern entsteht ein typisches Beugungsbild. Aus ihm können prinzipielle Aussagen über die Anordnung der Atome erzielt werden (periodisch, nichtperiodisch, Abstände, thermische Schwingungen etc.). Allerdings wechselwirken Elektronen sehr viel stärker mit Atomen als Röntgenstrahlen, unter anderem deshalb werden Elektronenbeugungsverfahren in der Regel im Vakuum durchgeführt.
Da mit der Elektronenbeugung nur die Intensitätsverteilung der gebeugten Elektronenwellen analysiert werden kann, nicht aber deren Phase, ist eine direkte Analyse der Struktur des streuenden Materials nicht möglich. Häufig wird eine bestimmte Struktur vorausgesetzt, deren Beugungsmuster berechnet und mit der Messung verglichen wird. Durch sukzessives Anpassen eines solchen „Modells“ können dann Atomabstände teilweise bis auf ein Ångström (10−10 m) bestimmt werden.
Im Vergleich zur Röntgenbeugung, bei der Wellenlängen in der Größenordnung von etwa einem Ångström benutzt werden, also der Größenordnung der Atomdurchmesser, liegen die Wellenlängen bei der Elektronenbeugung je nach Verfahren deutlich darunter, bei Elektronenenergien von 100 keV z. B. bei etwa 0,037 Å.

## Unterarten
Wichtige Unterarten der Elektronenbeugung sind:
- LEED und RHEED zur Oberflächenanalyse
- TED, ein Volumenverfahren, also zur Untersuchung des Materialinneren (mit der für Elektronentransmissionsverfahren gegebenen Einschränkung der Materialdicke, siehe unten).

Eine besondere Variante der TED ist GED, bei der der scheinbare Widerspruch zwischen einer Versuchsdurchführung im Vakuum und der Beugung an Gasen als Versuchsobjekt geschickt gelöst wird.

### LEED (low-energy electron diffraction)
LEED (engl. low-energy electron diffraction) wird vor allem zur Analyse von Werkstoffoberflächen eingesetzt. Dazu wird im Ultrahochvakuum (UHV) eine Oberfläche mit langsamen, energiearmen (10–200 eV) Elektronen beschossen, und diese werden an den obersten Schichten in charakteristischer Weise gebeugt.
Durch die geringe mittlere freie Weglänge der energiearmen Elektronen im Kristall (ca. 1 Monolage) ist dieses Verfahren sehr oberflächensensitiv.
Um die Dynamik von Strukturänderungen zu untersuchen, kann das LEED-Bild mit einer Kamera aufgenommen werden. Diese Methode wird als Video-LEED bezeichnet. Hierdurch können während der LEED-Messung die strukturbestimmenden Parameter variiert und so deren Einfluss ermittelt werden.

### MEED (medium-energy electron diffraction)
Bei MEED beobachtet man das Multilagen-Oberflächenwachstum in Abhängigkeit von der Zeit mit Elektronenbeugung. Wachsen die Schichten Monolage für Monolage auf der Oberfläche (Frank-van der-Merve-Wachstum), dann ändert sich der Ordnungsgrad der Oberfläche periodisch. Bei vollständig abgeschlossenen Lagen ist die Fernordnung am größten, also auch die Intensität des Beugungsreflexes. Dadurch erhält man in bestimmten Intervallen mehr oder weniger Beugungsreflexe, die auf das Monolagenwachstum als Funktion der Zeit schließen lassen.

### RHEED (reflection-high-energy electron diffraction)
Auch RHEED wird zur Analyse von Oberflächen eingesetzt. Eine ähnliche Wechselwirkungstiefe bei sehr flachem Reflexionswinkel, der die Kombination mit anderen analytischen oder präparativen Anlagen erlaubt, wird erreicht durch eine höhere Elektronenenergie, im Bereich von etwa 10 bis 50 keV.

### TED (transmission electron diffraction)
TED wird zur Analyse des Materialinneren eingesetzt. Es werden Elektronen mit Energien von einigen 10 keV bis einigen 100 keV durch eine hinreichend dünne Materialprobe (einige 10 nm bis einige 100 nm) geschossen. Diese Methode ist eine Standardmethode der Transmissionselektronenmikroskopie. Die Kombination von Abbildung und Beugung in einem Transmissionselektronenmikroskop ist besonders nützlich.
Um Abstände und Winkel der beugenden Struktur zu bestimmen, sollten die Beugungsreflexe im Beugungsbild möglichst „scharf“, d. h. punktförmig, sein; scharfe Reflexe entsprechen nämlich einem möglichst kleinen Winkelbereich, für den konstruktive Interferenz auftritt. Die Breite dieses Winkels hängt direkt von der Breite des Winkelbereichs ab, aus dem die Struktur beleuchtet wird; diese Breite wird als Konvergenzwinkel der Beleuchtung bezeichnet. Bei paralleler Beleuchtung wird dieser Konvergenzwinkel unendlich klein, weswegen bei konventionellen Beugungsmethoden die Proben immer parallel beleuchtet werden.
In einem modernen TEM mit Schottky- oder Feldemitter lässt sich die Beleuchtung aufgrund der Kohärenz des Elektronenstrahles auf etwa 20 nm fokussieren, ohne dass der Strahl merklich an Parallelität verliert, so dass Beugungsuntersuchungen von sehr kleinen Bereichen möglich sind.
Soll der Elektronenstrahl auf noch kleinere Durchmesser fokussiert werden, so muss sein Konvergenzwinkel zwangsläufig zunehmen. Man spricht dann von „Micro Diffraction“. Hier sind die Beugungsreflexe kleine Scheiben anstatt Punkte im Beugungsbild.
Bei sehr großem Konvergenzwinkel des Elektronenstrahles spricht man von konvergenter Elektronenbeugung (CBED; engl. convergent beam electron diffraction) an Kristallen. Durch die konvergente Beleuchtung werden zwar die Beugungsreflexe zu breiten Scheiben, da aber bei Kristallen nur für bestimmte Winkel (Abstände im Beugungsbild) konstruktive Interferenz auftritt, lässt sich der Beleuchtungswinkel so einrichten, dass diese Beugungsscheibchen untereinander nicht überlappen.
Der Vorteil von CBED ist, dass hier die Beugungsbilder für verschiedene Eintrittswinkel des Elektronenstrahls „gleichzeitig“ beobachtet werden können. Daher lassen sich in den Beugungsscheibchen Muster erkennen, die sich aus den Unterschieden der (dynamischen) Beugung im Kristall für die verschiedenen Eintrittswinkel ergeben. Aus diesen Mustern lassen sich wieder viele Eigenschaften der untersuchten Struktur bestimmen, wie z. B. Polarität, dreidimensionale Symmetrie sowie Elektronendichte zwischen den Atomen.

### GED (gas electron diffraction)
GED (deutsch auch GEB abgekürzt) wird zur Aufklärung der Struktur von Molekülen kleiner und mittlerer Größe eingesetzt. Dazu wird eine gasförmige (oder z. B. durch Erwärmen verdampfte) Substanzprobe durch eine feine Düse in eine Hochvakuumkammer eingebracht. Dort trifft sie unmittelbar am Düsenausgang auf einen Elektronenstrahl, der typischerweise eine Energie von 40–60 keV besitzt. Das entstehende Beugungsbild besteht aus konzentrischen Ringen und kann mit unterschiedlichen Techniken aufgezeichnet werden (Photoplatte, Image-Plate, CCD-Kamera). Das Beugungsbild enthält die Information über alle Atom-Atom-Abstände innerhalb des untersuchten Moleküls.
Die Gasphasen-Elektronenbeugung ist die wichtigste Methode zur Strukturbestimmung kleiner Moleküle und dient besonders als Referenz für quantenmechanische und molekülmechanische Berechnungen. Einer der wichtigen Meilensteine, die mit dieser Methode erzielt wurden, war die Konformationsaufklärung von Cyclohexan durch Odd Hassel (Oslo), wofür er 1969 mit dem Nobelpreis für Chemie ausgezeichnet wurde. Neuere Entwicklungen zielen auf die direkte Aufklärung von Reaktionsmechanismen (Ahmed H. Zewail, Nobelpreis für Chemie 1999).

### Elektronenrückstreubeugung (EBSD) (electron backscatter diffraction)
Diese Methode dient der Untersuchung kristalliner Werkstoffe. Elektronen werden mit etwa 10–30 keV auf eine möglichst defektarm präparierte Probenoberfläche geschossen, am Kristallgitter kohärent rückgestreut und das Beugungsbild mittels fluoreszierendem Schirm sichtbar gemacht. Nach Untergrundabzug sind Kikuchi-Linien zu erkennen, aus deren Anordnung auf die kristalline Phase und die Orientierung des Kristalls geschlossen werden kann. Das Informationsvolumen einer Einzelmessung (innerhalb weniger Millisekunden) muss zwangsläufig einkristallin sein. Durch Mappen mehrphasiger Gefüge lassen sich Orientierungs- und Phasenverteilung beurteilen.